# Jo Gartner
Josef Anton Gartner, detto Jo (Vienna, 24 gennaio 1954 – Le Mans, 1º giugno 1986), è stato un pilota automobilistico austriaco.
Ha gareggiato in Formula 1 con la Osella Corse. Morì nel corso della 24 Ore di Le Mans 1986, a causa di un incidente mentre era al volante di una Porsche 962.

## Carriera

### Le formule minori
Gartner iniziò la sua carriera piuttosto tardi, all'età di 23 anni. Comprò una vettura per disputare il campionato di Formula Super Vee e nel 1978 concluse l'annata al secondo posto. Decise così di passare in F3 europea e poi in Formula 2 nel 1980, utilizzando una vettura della March di due anni prima. Dopo vari anni nella categoria, alla guida di monoposto spesso obsolete o poco competitive, riuscì a cogliere nel 1983 la prima vittoria a Pau, dopo che Alain Ferté venne squalificato. Il successo, però, lo portò ad avere una certa popolarità nel suo Paese e ottenne la sponsorizzazione della Milde Sorte, azienda produttrice di tabacco.

### Formula 1
Lo sponsor ottenuto gli permise di prendere parte ad alcune gare di Formula 1 della stagione 1984 alla guida dell'Osella. Al Gran Premio d'Italia, nonostante un consumo anomalo di benzina, riuscì a concludere la corsa al quinto posto. Nonostante ciò il risultato non fu valido ai fini della classifica, in quanto il team italiano aveva iscritto una sola vettura. Terminato quindi il campionato era in lizza per ottenere un posto alla Arrows, ma alla fine questo fu assegnato al connazionale Gerhard Berger.

#### Risultati completi
| 1984 | Scuderia | Vettura     |  |  |  |     |  |  |  |  |  |     |     |     |    |   |     |    |  | Punti | Pos. |
| ---- | -------- | ----------- |  |  |  | --- |  |  |  |  |  | --- | --- | --- | -- | - | --- | -- |  | ----- | ---- |
| 1984 | Osella   | FA1E e FA1F |  |  |  | Rit |  |  |  |  |  | Rit | Rit | Rit | 12 | 5 | Rit | 16 |  | 0     |      |

| Legenda | 1º posto     | 2º posto | 3º posto    | A punti         | Senza punti/Non class.  | Grassetto – Pole position Corsivo – Giro più veloce |
| Legenda | Squalificato | Ritirato | Non partito | Non qualificato | Solo prove/Terzo pilota | Grassetto – Pole position Corsivo – Giro più veloce |

### Vetture sport
Nel 1984 Gartner prese parte per la prima volta alla 24 Ore di Le Mans, alla guida di una Porsche 962, chiudendo la gara al quarto posto.
Nel 1986 riuscì a vincere la 12 Ore di Sebring, ma lo stesso anno perse la vita durante la 24 Ore di Le Mans: attorno alle 2 di notte mentre percorreva il rettilineo dell'Hunaudières ad una velocità di 260 km/h sulla sua Porsche 962 si manifestò un guasto meccanico, la vettura urtò violentemente il guard rail scavalcandolo e colpendo un palo del telefono, prendendo poi fuoco, per l'impatto Gartner morì sul colpo. Gartner riposa nel cimitero di Döblinger a Vienna.